# Magnolie-ordenen
Magnolie-ordenen (Magnoliales) er en orden af dækfrøede planter, som omfatter følgende familier:
| Familier |

- Cherimoya-familien (Annonaceae)
- Degeneriaceae
- Eupomatiaceae
- Himantandraceae
- Magnolie-familien (Magnoliaceae)
- Muskatnød-familien (Myristicaceae)

I det ældre Cronquists system blev følgende familier inkluderet:
- Canellaceae
- Winteraceae
- Austrobaileyaceae
- Lactoridaceae

## Galleri
- Cherimoya-familien
- Eupomatiaceae
- Himantandraceae
- Magnolie-familien
- Muskatnød-familien